# Leucopholis shangirana
Leucopholis shangirana är en skalbaggsart som beskrevs av Brenske 1894. Leucopholis shangirana ingår i släktet Leucopholis och familjen Melolonthidae. Inga underarter finns listade i Catalogue of Life.